# Kamalapuram
Kamalapuram è una suddivisione dell'India, classificata come town panchayat, di 21.811 abitanti, situata nel distretto di Bellary, nello stato federato del Karnataka. In base al numero di abitanti la città rientra nella classe III (da 20.000 a 49.999 persone).

## Geografia fisica
La città è situata a 17° 34' 60 N e 76° 58' 60 E e ha un'altitudine di 464 m s.l.m..

## Società

### Evoluzione demografica
Al censimento del 2001 la popolazione di Kamalapuram assommava a 21.811 persone, delle quali 10.927 maschi e 10.884 femmine. I bambini di età inferiore o uguale ai sei anni assommavano a 3.105, dei quali 1.522 maschi e 1.583 femmine. Infine, coloro che erano in grado di saper almeno leggere e scrivere erano 10.747, dei quali 6.301 maschi e 4.446 femmine.